# Dicranophragma (Brachylimnophila) transitorium
Dicranophragma (Brachylimnophila) transitorium is een tweevleugelige uit de familie steltmuggen (Limoniidae). De soort komt voor in het Palearctisch gebied.